# Laguna Lachuá
La Laguna Lachuá es una laguna en Guatemala. Está ubicada en la selva tropical en el municipio de Cobán,  del Departamento de Alta Verapaz. El lago tiene una forma circular y es probablemente una dolina inundada. El agua del lago tiene un olor sulfúrico, lo que explica el origen de su nombre: "Lachuá" es derivado de las palabras kekchí "li chu há" cuyo significado es "agua fétida". El agua contiene un alto grado de calcita, y ramas de árboles caídos en el lago se cubren rápidamente de una capa de calcita blanca
El lago se encuentra en el centro del parque nacional Laguna Lachuá, que fue creado en 1976. El parque tiene una superficie de 145 km², y contiene más de 220 especies de plantas y 210 especies de mamíferos y pájaros y que ha sido considerado un lugar turístico en la región, ya que ha recibido visitas de distintas persona de distintos lugares, nativos del país de Guatemala y extranjeros, y a los visitantes y turistas se les cobra al ingresar en el referido lugar. 